# Kanton Carcassonne-2-Sud
Der Kanton Carcassonne-2-Sud war bis 2015 ein französischer Wahlkreis im Arrondissement Carcassonne, im Département Aude und in der Region Languedoc-Roussillon. Er umfasste den südlichen Teil der Stadt Carcassonne.

## Geschichte
Der Kanton Carcassonne-2-Sud wurde 1997 aus Teilen der Wahlkreise Carcassonne-2 (zugleich in Kanton Carcassonne-2-Nord umbenannt) und Kanton Carcassonne-3 gebildet. Im März 2015 kam seine Auflösung, als das gesamte Département neu in Kantone eingeteilt wurde.